# No. 227 Squadron RAF
Il No. 227 Squadron RAF era uno squadron della Royal Air Force formatosi come unità di bombardamento nella prima guerra mondiale e seconda guerra mondiale.
Lo Squadron venne formato il 1º aprile 1918 come unità da bombardamento diurno nell'ex base Caproni della Royal Naval Air Service di Taranto Punta Pizzone, in Italia, ma non divenne operativo e si sciolse il 9 dicembre 1918.
Il 1º luglio 1942 lo squadron si riformò con i bombardieri Handley Page Halifax del No. 10 Squadron RAF in attesa dell'arrivo di Bristol Beaufighter. Lo squadron si unì con il No. 76 Squadron RAF ed il No. 462 Squadron RAF. Il 20 agosto 1942, i Beaufighters a Luqa, a Malta, furono battezzati 227 Squadron e l'unità si trasferì in Egitto, in Libia ed in Italia. Il 12 agosto 1944, è stato rinumerato 19 Squadron della South African Air Force. Si riformò nuovamente alla RAF di Bardney, 14 km ad est di Lincoln (Regno Unito), il 7 ottobre 1944 e volava con gli Avro 683 Lancaster contro la Germania. Il No. 227 Squadron aveva sede a RAF Balderton, 3,2 Km a sud di Newark-on-Trent, nel Nottinghamshire con i Lancaster tra l'ottobre 1944 e l'aprile 1945. Il No. 227 Squadron si trasferì a RAF Strubby, 13 km a sud-est di Louth (Lincolnshire), il 5 aprile 1945, poi a giugno a RAF Graveley, 8 km a sud di Huntingdon, dove venne sciolto il 5 settembre.

## Mezzi aerei impiegati
- aprile 1918 - aprile 1918 Caproni Ca.42
- aprile 1918 - dicembre 1918 Airco DH.4
- giugno 1918 - dicembre 1918 Airco DH.9
- agosto 1942 - agosto 1944 Bristol Beaufighter
- ottobre 1944 - settembre 1945 Avro 683 Lancaster